# Vlag van Jalhay
De vlag van Jalhay is op 27 oktober 2014 bij raadsbesluit vastgesteld als de vlag van de Luikse gemeente Jalhay. De vlag kan als volgt worden beschreven:
Drie verticale banen, zwart, wit en blauw, de witte streep twee keer langer dan de twee andere en in het midden gevuld met een blauw perron.
Na validering op 5 september 2014 door de Raad van Heraldiek en Vexillologie is voorgeschreven bij een besluit goedgekeurd op 10 december 2014 door de Franse Gemeenschapsregering en bekendgemaakt op 24 februari 2015 in het Belgisch Staatsblad. De kleuren van de vlag en elementen komen uit het gemeentewapen.